# Medborgarförslag
Medborgarförslag är i många kommuner i Sverige ett medel för medborgare i kommunerna att väcka talan i kommunfullmäktige.
Sedan kommunallagen ändrades 2002 har det varit möjligt för kommuner att låta personer som är folkbokförda i kommunen lämna medborgarförslag. Syftet med den demokratiska innovationen medborgarförslag är att öka medborgarnas politiska deltagande mellan valen och låta invånare utan rösträtt i dessa val vara med och påverka. Barn, unga och utländska medborgare bosatta i kommunen kan också lämna medborgarförslag.
En undersökning 2018 visade att 188 kommuner informerar på sin hemsida om möjligheten att lägga ett medborgarförslag, men att alla inte är tydliga med att även personer utan kommunal rösträtt kan lägga dessa förslag. Forskarna hittade inga kommuner som informerade om medborgarförslag på lättläst svenska.
I Sverige har 194 av 290 kommuner samt nio av Sveriges 20 landsting och regioner infört medborgarförslag.[källa behövs] I december 2006 genomfördes en undersökning av dessa kommuner och landsting med syftet att få en bild av vilken syn kommuner och landsting har på medborgarförslag. Resultaten visar att kommunerna i genomsnitt fått 26 förslag och landstingen 17 stycken under de senaste två åren. En mindre andel av kommunerna (16 procent) har fått fler än 51 förslag. Nämnas kan Melleruds kommun, som under 2007 fick mottaga hela 100 medborgarförslag av skiftande karaktär från en och samma person, vilket ledde till att medborgarförslagsystemet avskaffades av en enig fullmäktige i juni 2007. 2012 återupptogs dock medborgarförslag i Mellerud igen med ett tak på tre förslag per person och år
Det finns inget landsting som fått fler än 20 förslag. Möjligheten att lämna medborgarförslag utnyttjas således i högre grad i kommunerna än i landstingen. 30 procent av förslagen i kommunerna leder till positivt beslut i fullmäktige. Motsvarande siffra för medborgarförslagen i landstingen är 25 %.